# Органика (завод)
ОАО Органика (Новокузнецкий химфармзавод, J.S.C. «Organica») — российская фармацевтическая компания. Предприятие производит субстанции и готовые лекарственные средства, расположено в городе Новокузнецке Кемеровской области.
Общая площадь, занимаемая АО «Органика» — 28,4 га[значимость факта?].

## История
Постановлением СМ СССР было принято решение о строительстве фармацевтического завода в Новокузнецке в 1955 году. Новокузнецкий химико-фармацевтический завод основан в 1962 году в Кузнецком районе. С 1970 по 1991 входил в состав объединения Органика (кроме него туда входили Анжеро-Судженский ХФЗ, Новокузнецкий научно-исследовательский химико-фармацевтический институт (НИФХИ) (с 2003 отдельное ООО), опытный завод НИФХИ -Синтетика. С 1991 называется Органика. Акционирован в 1994. .
На заводе разрабатываются новые препараты, имеются чистые комнаты на «фармацевитическом производстве». Является базовым участником Учебно-сертификационный центр
межрегионального значения по GLP и GMP

## Деятельность
Основное производство — готовые лекарственные формы и субстанции лекарств более 100 наименований. Большая их часть включена в российский перечень жизненно необходимых.
Завод органика выпускает такую продукцию, как азалептин, аллопуринол, амиодарон, новокаинамид, оксодолин, тиаприд, трамадол , клофелин, ацедипрол, димебон.
По целому ряду лекарственных препаратов (алпразолам, аллопуринол, дикаин, нитразепам, новокаинамид, нозепам, мезапам, тиаприд, сульпирид) АО"Органика" является монопольным российским производителем.
Кроме того, «Органика» выпускает сильнодействующие лекарственные препараты[какие?] и нейролептики. Организован промышленный выпуск транквилизатора алпразолама: на мировом фармацевтическом рынке он и его коммерческие аналоги в течение уже нескольких лет входят в число наиболее востребованных препаратов.
Сотрудничает с фармацевтическими фирмами Krka , Dr. Reddy's Laboratories, Pliva, инжиниринговой фирмой FAVEA. Участвует в работе базовой кафедры органической химии ТГУ

### Препараты
- Анальгетики (Анальгин, Парацетамол, Кетопрофен, Трамадол);
- Анестетики (Лидокаин, Новокаин, Дикаин);
- Антибиотики (Амоксициллин, Ампициллин, Левомицетин, Оксациллин);
- Антигистаминные препараты (Димебон);
- Витамины (Никотиновая кислота, Аскорутин);
- Адреномиметические средства (Клофелин);
- Диуретики (Оксодолин);
- Нейролептики (Азалептин, Тиаприд, Галоперидол, Сульпирид, Рисперидон , Хлорпромазин);
- Ноотропные препараты (Пирацетам, Аминалон, Фенибут);
- Стимуляторы дыхания (Кордиамин);
- Антиаритмические средства (Новокаинамид, Амиодарон);
- Ингибиторы АПФ (Лизиноприл, эналаприл);
- Препарат для лечения подагры (Аллопуринол);
- Аденозинэргические средства (Пентоксифиллин, Эуфиллин);
- Спазмолитические средства (Дротаверин);
- Анксиолитики (Алпразолам, Мезапам, Нитразепам, Нозепам, Сибазон).
- Новые препараты -Рисперидон , Метопролол, Тригексифенидил, Мельдоний, Аллопуринол, Венлафаксин , Хлорпромазин

 , Диосмин, Димебон.

### Производственные цехи
- цех № 2 — производства препарата фосфестрола, димебона
- цех № 4 — производства аспирина, анестизина, новокаина.
- цех № 5 производства фенилацетамида, азалептина.
- цех № 6 — производства оксациллина, синоксима, фенилатранила.
- цех № 8 производства инъекционных растворов новокаина, эуфиллина, фосфестрола и других.
- цех № 9 — производство фасовки и таблетирования.
- цех № 10 производство новокаина-основания, салициламида, кордиамина, дикаина.
- цех «синтетика» — производства нозепама, мезапама, буфенокса, циннаризина, отработка технологии синтетических препаратов.

В 2016 году было произведено обновление производства фирмами Трукинг и Артлайф

## НК НИХФИ
По соседству расположен Новокузнецкий исследовательский химико-фармацевтический институт, расположенный по адресу : Кузнецкое шоссе, 1.